# Carlos Bernardo González Pecotche

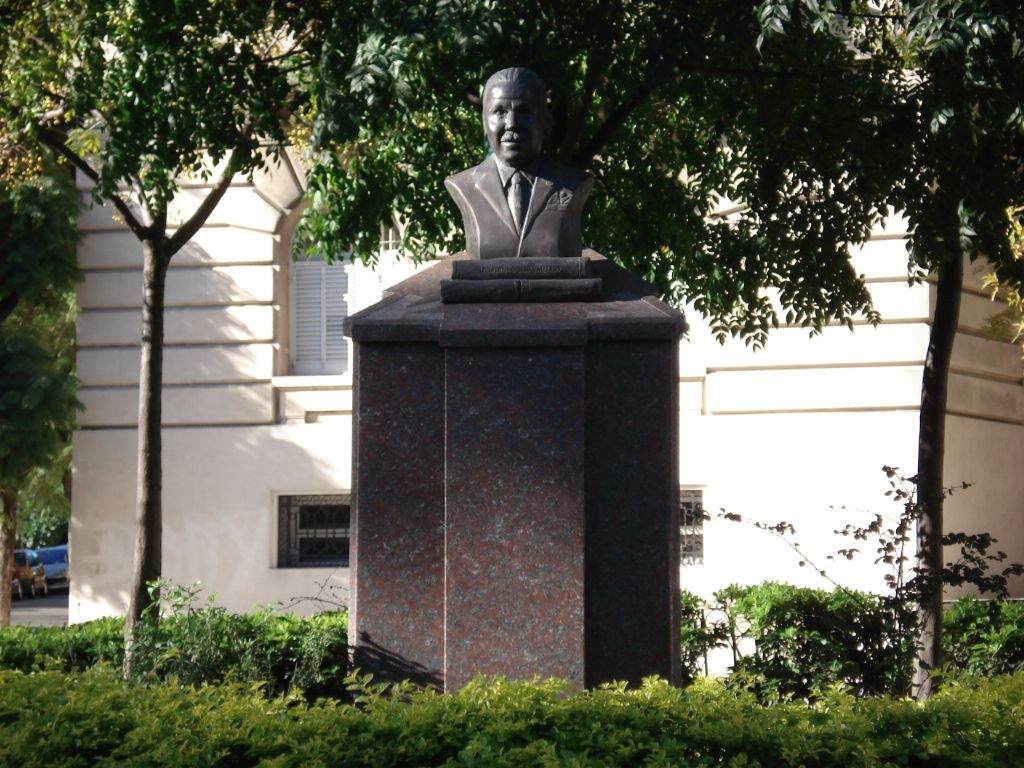
Busto del escritor en la plazoleta C. B. González Pecotche ubicado en la avenida Las Heras esquina calle Agüero, Buenos Aires, Argentina.

Carlos Bernardo González Pecotche (Buenos Aires, 11 de agosto de 1901 – ibídem, 4 de abril de 1963), también conocido por su seudónimo literario Raumsol,fue un pensador, educador y humanista argentino.   

## Biografía
González Pecotche nació en Buenos Aires (República Argentina), hijo de Jorge Nazareno González Castrín y María Pecotche Amorena de González. Siendo muy niño, a los cinco años, Carlos Bernardo queda huérfano de madre al morir ésta en Saint-Etienne-de-Baïgorry (en el sur de Francia), su ciudad de origen, adonde viajó desde Buenos Aires en 1906, aquejada de una grave dolencia.
El 8 de octubre de 1924 se casó con Paulina Eugenia Puntel (Buenos Aires, 4/4/1899 – Buenos Aires, 5/9/1998). En 1925 tuvieron su único hijo, Carlos Federico González (Buenos Aires, 10/07/1925 – Buenos Aires, 25/6/1964), año en que se mudaron a Córdoba (Argentina).
El 11 de agosto de 1930, González Pecotche inauguró formalmente en Córdoba la primera sede de su escuela de pensamiento que luego se convertiría en la Fundación Logosófica.
A fines de 1931 se mudó con su familia a Rosario. Entre 1931 y 1939 publicó la revista Aquarius y escribió un periódico, El Heraldo Raumsólico (entre 1935 y 1938). Impulsó la creación de centros de estudios logosóficos en Rosario (1930), Montevideo (Uruguay) (1932), Buenos Aires (1933) y varias ciudades de Brasil, como Belo Horizonte (1935), Río de Janeiro (1939), Juiz de Fora y São Paulo. En 1939, trasladó definitivamente su residencia a Buenos Aires. Entre 1941 y 1947 publicó la revista mensual Logosofía. En 1960 propició la realización en Montevideo del primer Congreso Internacional de Logosofía. En 1963, encomendó a una delegación de uruguayos la fundación del Centro de Estudios Logosóficos de México.
En 1962 creó en Montevideo la primera escuela primaria donde se impartió la educación pública oficial y se aplicó la pedagogía logosófica. En 1963 creó la segunda escuela primaria en Belo Horizonte (Brasil). Actualmente (2010) hay 10 escuelas, de enseñanza primaria y secundaria, en todo el mundo que forman parte del Sistema Logosófico de Educación.
González Pecotche dirigió todas las sedes de la Fundación Logosófica en el mundo y dictó más de un millar de clases y conferencias, publicó más de una veintena de libros en varios géneros editados por la Editorial Logosófica bajo su dirección, manteniendo a su vez una copiosa tarea epistolar mientras atendía sus obligaciones familiares, sociales y laborales personales.
Falleció en Buenos Aires, el 4 de abril de 1963, a los 61 años de edad. Persisten hoy todas las sedes de la escuela de pensamiento fundadas por González Pecotche y constituidas por él en fundaciones sin fines de lucro.

## Homenajes
- El Gobierno de la ciudad de Buenos Aires nombró «C. B. González Pecotche» a una plazoleta en las inmediaciones de la Biblioteca Nacional.

- El Correo de Uruguay emitió dos estampillas conmemorativas, en 1992: «Logosofía en Uruguay, 60 años, 1932-1992», y el 7 de agosto de 2001, Correos del Uruguay emitió 25 000 sellos postales con un dibujo de Enrique Vila: «González Pecotche, a cien años de su nacimiento, fundador de la logosofía».

- Del mismo modo, el Correo de Florianópolis, Brasil, generó un matasellos estampilla [no postal] tres meses antes del centenario de González Pecotche (abril de 2001).

- El 5 de julio de 2018, la Junta Departamental de Montevideo, resuelve por unanimidad, nombrar con el nombre  Carlos González Pecotche el cantero central de avenida Italia entre avenida Dr. Manuel Albo y Presidente Berro, a dos cuadras de la Fundación Logosófica del Uruguay. Decreto Municipal N.º 36741/1918.[16]